# 3-я Радиальная улица
Тре́тья Радиа́льная у́лица (до 5 апреля 1965 года — Красноарме́йская у́лица и Шко́льная у́лица (Ле́нино), до 1960 года — Красноарме́йская у́лица и Шко́льная у́лица посёлка Ленино-Дачное) — улица, расположенная в Южном административном округе города Москвы на территории района Бирюлёво Восточное.

## История
Улица находится на территории бывшего посёлка Ленино-Дачное, где она состояла из двух улиц — Красноарме́йской у́лицы и Шко́льной у́лицы. В 1960 году посёлок Ленино-Дачное вошёл в состав Москвы, Школьная улица была переименована в Шко́льную у́лицу (Ле́нино), а 5 апреля 1965 года для устранения одноимённости с Красноармейской и Школьной улицами обе улицы были объединены и новая улица получила современное название по своему радиальному положению относительно Спортивной улицы и проезда Кошкина.
Ранее улица частично входила в состав исторического Крестовниковского шоссе

## Расположение
3-я Радиальная улица проходит от Спортивной улицы на юго-восток, пересекает проезд Кошкина, проходит мимо Бирюлёвского залива Верхнего Царицынского пруда, поворачивает на юг, затем снова на юго-восток, проходит по южной границе музея-заповедника «Царицыно» (в месте окончания территории музея-заповедника от основной трассы улицы отделяется ещё один участок, который проходит на юго-запад, а затем поворачивает на северо-запад и проходит параллельно основной трассе), затем поворачивает на юг, проходит по восточной границе Бирюлёвского дендрария и, повернув на восток, оканчивается в ЗАТО Москва-406. Нумерация домов начинается от Спортивной улицы.

## Примечательные здания и сооружения

### по нечётной стороне
- дд. 5, 7, 9, 11, 13, 15, 17 — военный городок войсковой части № 61608.

### по чётной стороне
- д. 2а — хоспис № 5;
- дд. 6, 10, 12, 14, 16 — военный городок войсковой части № 61608;
- д. 6, стр. 1 — Центр медицинской и социальной реабилитации для подростков и взрослых инвалидов с ДЦП (с февраля 2020 года — обсервационный центр для больных коронавирусной инфекцией);
- д. 8 — специализированная детская школа олимпийского резерва № 46;
- д. 18а — детский сад № 336 «Незабудка» войсковой части № 61608.

## Транспорт

### Автобус
- с854: от Спортивной улицы до конца музея-заповедника «Царицыно» (КПП ЗАТО Москва-406) и обратно.

### Метро
- Станция метро «Царицыно» Замоскворецкой линии — севернее улицы, на пересечении Каспийской и Луганской улиц.

### Железнодорожный транспорт
- Платформа «Царицыно» Курского направления МЖД — севернее улицы, на пересечении Каспийской и Луганской улиц.

## В литературе
- Дмитрий Сенчаков. Внимание... Марш!. — SelfPub, 2020. — С. Глава 2.. — ISBN 9785042428555, 5042428550.